# Gravsholt
Gravsholt er et autoriseret stednavn for et område 2 km. nord for Langholt i Aalborg Kommune.
Området består af ager og nogle gårde.
|  | Denne artikel om lokaliteten Gravsholt kan blive bedre, hvis der indsættes et (bedre) billede. Du kan hjælpe ved at afsøge Wikimedia Commons for et passende billede eller lægge et op på Wikimedia Commons med en af de tilladte licenser og indsætte det i artiklen. |

57°7′21″N 10°5′17″Ø / 57.12250°N 10.08806°Ø